# Kodominans
Kodominans är då den dominanta genen uttrycks tillsammans med den recessiva och ger en fenotyp som är olik de båda föregåendes. Vid kodominans, till skillnad från ofullständig dominans, så blandas ej de två fenotyperna utan de ger båda uttryck samtidigt. Lite krasst skulle man kunna säga att om man har rött och vitt så skulle kodominans göra att det slutgiltiga resultatet blev röd-vit-prickigt. (Den svenska stavningen är 'kodominans' i likhet med t.ex. kooperativ, kooperation.)